# Вашингтонський каталог парних зір
Вашингтонський каталог парних зір (англ. Washington Double Star Catalog, WDS) — каталог оптичних пар зір, який наразі підтримується Військово-морською обсерваторією США. Станом на січень 2012 року в каталозі подано положення, видимі величини, власний рух і спектральні класи 115 769 пар зір. Каталог також містить інформацію про кратні зоряні системи. У загальному випадку зорі з N компонентами подані в каталозі записами для N−1 пар.
Каталог містить пари зір, які було каталогізовано, і параметри, які спостерігачі вимірювали протягом більше двох століть. Спостерігачі в каталозі позначаються скороченнями (з великих літер), деякі з них наведено нижче:
| Скор.           | Ім'я (англ.)               | Ім'я (укр.)           | Роки праці над власним каталогом |
| --------------- | -------------------------- | --------------------- | -------------------------------- |
| HJ              | John Herschel              | Дж. Гершель           | 1820—1840                        |
| STF, STFA, STFB | Friedrich Wilhelm Struve   | В. Я. Струве          | 1830—1850                        |
| STT, STTA       | Otto Wilhelm Struve        | О. В. Струве          | 1840—1860                        |
| H1 … H6, HN     | William Herschel           | В. Гершель            | 1790—1815                        |
| S               | James South                | Дж. Саут              | 1820—…                           |
| SHJ             | John Herschel, James South | Дж. Гершель, Дж. Саут |                                  |
| DUN             | James Dunlop               | Дж. Данлоп            | 1830-…                           |
| BU, BUP         | Sherburne Burnham          | Ш. Бернгем            | 1870—1900                        |
| ES              | T. E. Espin                | Т. Еспін              | 1900—1920                        |
| J               | Robert Jonckheere          |                       | 1910—1915                        |
| A               | Robert Grant Aitken        | Р. Ейткен             | 1900—1930                        |
| HU              | W. J. Hussey               | В.Хассі               | 1900—1930                        |
| B               | Willem van den Bos         | В. Х. ван ден Бос     | 1920—1960                        |
| SEE             | T. J. See                  | Т. Д. Сі              | 1866—1962                        |

Приклад запису в каталозі WDS для зорі Ротанев (β Дельфіна)
| Назва | Рік  | Кількість вимірювань | Позиційний кут | Кутова відстань | Світність 1-го компонента | Світність 2-го компонента | Спектральний клас | Ідентифікатор першовідкривача |
| AB    | 1873 | багато               |                |                 | 4,1                       | 4,8                       | F5IV              | BU 151                        |
| AB-C  | 1878 | 26                   | 116°           | 27,7            | —                         | 13,1                      | —                 | HJ 5545                       |
| AB-C  | 1961 | 26                   | 126°           | 18,7            | —                         | 13,1                      | —                 | HJ 5545                       |
| AB-D  | 1829 | 34                   | 344°           | 32,5            | —                         | 11                        | —                 | STF2704                       |
| AB-D  | 1961 | 34                   | 323°           | 42,4            | —                         | 11                        | —                 | STF2704                       |
| AB-E  | 1922 | 2                    | 270°           | 102,7           | —                         | —                         | —                 | LBZ                           |
| AB-E  | 1960 | 2                    | 271°           | 106,5           | —                         | —                         | —                 | LBZ                           |

Цифри після коду першовідкривача вказують номер конкретного запису в каталогах.
База даних, яку було використано для побудови WDS, створено в Лікській обсерваторії, у якій було створено індекс-каталог візуальних пар зір (Index Catalogue of Visual Double Stars, IDS), опублікований 1963 року. 1965 року з ініціативи Чарльза Ворлі (англ. Charles Worley) проєкт було переведено до Військово-морської обсерваторії. Відтоді його було доповнено великою кількістю вимірювань з каталогів Hipparcos і Tycho, спекл-інтерферометричних вимірювань та інших джерел. Перша версія каталогу містила 73 610 подвійних. Повніша версія, опублікована 1996 року, містила дані про 78 100 подвійних, відкритих до 1995 року.
Велика кількість пар у WDS позначено як «занедбані» (англ. neglected). До цієї категорії включають системи, які не було підтверджено протягом багатьох років (20 і більше). Причини такої ситуації різноманітні: неточно виміряні координати або значний власний рух (через що такі зорі «розійшлися»), похибки вимірювань та/або оцінки похибок чи брак спостережень. Хоча подвійність деяких із цих пар достеменно не підтверджена, багато з них, якщо не більшість, є все ж подвійними зорями. Виключення зір із каталогу також є важливою частиною роботи авторів.
Вимірювання параметрів пар у WDS були зібрано, узагальнено й уточнюється з початку 1960-х років. До каталогу включено:
- координати на епоху J2000.0
- код першовідкривача
- позначення компонента
- епоха першого й останнього вимірювання
- кількість вимірювань
- перше й останнє вимірювання позиційного кута (θ) в градусах
- перша й остання виміряна кутова відстань (ρ) в кутових секундах
- спектральний клас головної зорі або обох компонентів (якщо відомо)
- власний рух (за прямим піднесенням та схиленням) обох компонент у кутових мілісекундах на рік
- номер об'єкта в каталозі Генрі Дрейпера
- номер об'єкта в Боннському огляді зі схиленням від +89° до −22° включно
- номер об'єкта в Кордобському огляді зі схиленням від −23° до −51° включно
- номер об'єкта в Кейпському огляді з зі схиленням від −51° до −89° включно.

Слід зазначити, що WDS не є фотометричним чи спектрографічним каталогом: хоча каталогізатори прагнуть забезпечити якнайточніші значення цих параметрів, проте вони вважаються лише довідковою інформацією.